# Salaiole
Salaiole è una frazione del comune di Borgo San Lorenzo nella città metropolitana di Firenze, meglio nota come Poggiolo-Salaiole, in quanto composta da questi due abitati contigui.
La frazione è situata nella parte meridionale del territorio comunale, costituendo quindi una delle vie d'accesso al Mugello, in quanto raggiungibile da Firenze lungo la via Faentina, dalla quale la via delle Salaiole inizia sul lato destro poche centinaia di metri dopo l'abitato di Mulinaccio (frazione del comune di Vaglia), per poi concludersi, dopo aver superato l'omonimo abitato, al km 0 della via Sagginalese (SP41) in prossimità di Borgo San Lorenzo.
La strada delle Salaiole, seguendo il corso del torrente Fistona, si posiziona praticamente in parallelo al tratto della SR 302 ("Via Faentina") compreso fra Polcanto e Borgo San Lorenzo, ma in realtà, come una qualsiasi cartina evidenzia, appare un collegamento in linea d'aria più diretto pur rappresentando un tracciato più disagevole, sia per la presenza di buoni dislivelli rappresentati da salite e discese brevi ma di pendenza relativamente importante prima del passaggio attraverso la frazione, sia per la sede stradale disponibile ben più stretta. Si ritiene fra l'altro che storicamente fosse proprio questa la via maestra fra Firenze e Borgo San Lorenzo e non quella attuale che attraversa la valle del torrente Faltona. In tal senso andrebbe anche Emanuele Repetti,che addirittura definisce tutta la strada di collegamento fra Firenze e Borgo San Lorenzo (cioè l'attuale tracciato della via Faentina almeno fino a Polcanto) come via delle Salaiole, pur non citando mai, curiosamente, l'abitato delle Salaiole, che non rientra difatti fra i luoghi censiti e alfabetizzati, mentre compare il vicino abitato di Montepulico.
La frazione è sede (presso la chiesetta di Sant'Ansano) di un'importante base regionale scout.
La breve salita delle Salaiole, che si trova fra l'abitato e l'innesto con la via Faentina, è conosciuta fra gli amatori del ciclismo mugellani per la sua durezza; a tal proposito nel settembre 2016 vi è transitata, per la prima volta, la storica Coppa della Liberazione per allievi di ciclismo, organizzata dal locale Club Ciclo Appenninico 1907.